# Домінік Голланд
Домінік Ентоні Голланд (англ. Dominic Anthony Holland) — англійський комік, письменник, актор і телеведучий. У 1993 році він отримав нагороду Perrier Best Newcomer Award в Единбурзі. Його серіал BBC Radio 4 «Маленький світ Домініка Голланда» отримав премію Comic Heritage Award.

## Молодість і сім'я
Голланд народився в Бренті, Лондон, в сім'ї Терези (Квіглі) та Джона Холланда. Його батько був з острова Мен, а мати була ірландкою. Будучи вихованим католиком, він відвідував меморіальну школу кардинала Вогана. Пізніше він вивчав менеджмент текстилю в Університеті Лідса, де познайомився зі своєю майбутньою дружиною, фотографом Ніколою Фрост. У нього четверо синів, у тому числі актор Том Голланд.

## Кар'єра

### Стендап
Голланд почав виступати в стендап-комедії в 1991 році, дебютувавши в The Comedy Café на Рівінгтон-стріт, Лондон. У 1993 році ним ненадовго керував Едді Іззард . У перший рік Голланда в Edinburgh Fringe його персональна вистава виграла нагороду Perrier Best Newcomer і отримала хороші зауваження. Пізніше, восени 1993 року, Голланд підтримав Едді Іззарда в його національному турі. У 1994 році Голланд повернувся в Единбург. У 1996 році його шоу на Единбурзькому фестивалі було номіновано на премію Perrier. Голландія повернулася на Единбурзький фестиваль у 2006 році . У жовтні 2012 року Холланд записав свій перший стенд-ап DVD у Court Theatre у Трінґу .

### Фільми
Голланд дебютував у 1982 році в невеликій ролі «школяра» у фільмі Channel 4 P'tang, Yang, Kipperbang . У 1998 році він зіграв «Боба» у фільмі «Посібник молодої людини, як стати рок-зіркою» . У 1999 році він з'явився в ролі «віолончеліста» в Tube Tales . Голланд написав чотири сценарії, три з яких були продані продюсерам, але ще не були зняті у фільми.

### Письменство
Голланд написав матеріали для Боба Монкхауса, Ленні Генрі, Гаррі Енфілда, Дес О'Коннора, Клайва Андерсона та багатьох інших. Голланд опублікував два романи-комікси, Only in America та The Ripple Effect . Його третій роман «Життя людини» був опублікований у 2013 році . Протягом двох років Голланд писав колонку Funny Money для The Guardian . У січні 2013 року Холланд опублікував «Як Том Голланд затьмарив свого тата». 13 липня 2020 року він опублікував «The Fruit Bowl» . Опубліковано 22 листопада 2020 р., Takes on Life Vol. 1 містить тридцять один автобіографічний нарис або «Таке» про життя Домініка Голланда.